# Wolfgang Lück (Mathematiker)

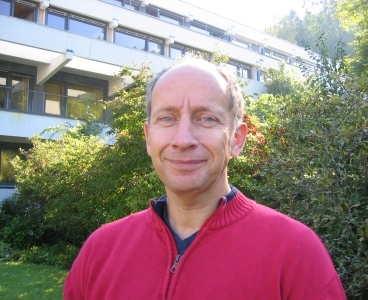
Wolfgang Lück 2006

Wolfgang Lück (* 19. Februar 1957 in Herford) ist ein deutscher Mathematiker, der sich mit algebraischer Topologie befasst.

## Leben und Werk
Lück studierte nach dem Abitur am Ravensberger Gymnasium Herford 1975 an der Georg-August-Universität Göttingen, wo er 1981 sein Diplom machte und 1984 bei Tammo tom Dieck mit Auszeichnung promoviert wurde. Titel der Arbeit war „Eine allgemeine Beschreibung für Faserungen auf projektiven Klassengruppen und Whiteheadgruppen“. Ab 1982 war er wissenschaftlicher Mitarbeiter und ab 1985 Assistent in Göttingen, wo er sich 1989 habilitierte. 1990/91 war er Associate Professor an der University of Kentucky in Lexington. 1991 bis 1996 war er Professor an der Universität Mainz, 1996 bis 2010 lehrte er an der Universität Münster, seit Oktober 2010 wirkt er an der Universität Bonn. 2003 erhielt er den Max-Planck-Forschungspreis, 2008 den Gottfried-Wilhelm-Leibniz-Preis
und 2015 einen ERC Advanced Grant.
Lück arbeitete u. a. über die Theorie der {\displaystyle L^{2}}-Invarianten (wie {\displaystyle L^{2}}-Betti-Zahlen und {\displaystyle L^{2}}-Kohomologie) von Mannigfaltigkeiten in der algebraischen Topologie, die ursprünglich von Michael Atiyah eingeführt wurden und mit Operatoralgebren definiert werden. Sie haben Anwendungen in Gruppentheorie und Differentialgeometrie. Hier bewies er unter anderem den Approximationssatz von Lück. Mit Arthur Bartels und Holger Reich bewies er Spezialfälle der Farrell-Jones-Vermutung, zum Beispiel für CAT(0)-Gruppen, hyperbolische Gruppen und Gitter in Lie-Gruppen. Diese Vermutung hat viele Anwendungen, unter anderem auf die Klassifikation von Mannigfaltigkeiten und die Berechnungen der K- und L-Theorie von Gruppenringen.
2009 und 2010 war Lück Präsident der Deutschen Mathematiker-Vereinigung, vorher seit 2006 deren Vizepräsident. Er ist Fellow der American Mathematical Society.
2008 war er ein Invited Speaker auf dem Europäischen Mathematikerkongress in Amsterdam (Topological rigidity of aspherical manifolds) und 2010 auf dem Internationalen Mathematikerkongress in Hyderabad (K- and L-theory of group rings). 2010 wurde Lück zum Mitglied der Deutschen Akademie der Naturforscher Leopoldina – Nationale Akademie der Wissenschaften gewählt.
2010 war Lück Sprecher des Sonderforschungsbereichs „Geometry, Groups & Actions“. Von 2011 bis 2017 war er Direktor des Hausdorff Research Institute for Mathematics (HIM) in Bonn. 2012 wurde er von der Max-Planck-Gesellschaft zum Fellow am Max-Planck-Institut für Mathematik in Bonn ernannt. Von Oktober 2019 bis September 2022 war er Sprecher des Hausdorff Center for Mathematics (HCM) in Bonn.
2013 wurde Lück in die Nordrhein-Westfälische Akademie der Wissenschaften und der Künste gewählt.
Zu seinen Doktoranden gehört Thomas Schick.

## Schriften
- Approximating {\displaystyle L^{2}}-invariants by their finite-dimensional analogues. In: Geom. Funct. Anal. 4, no. 4, 1994, S. 455–481.
- mit J. Davis: Spaces over a category and assembly maps in isomorphism conjectures in K- and L-theory. In: K-Theory. 15, no. 3, 1998, S. 201–252.
- Chern characters for proper equivariant homology theories and applications to K- and L-theory. In: J. Reine Angew. Math. 543, 2002, S. 193–234.
- mit A. Bartels und H. Reich: The K-theoretic Farrell-Jones conjecture for hyperbolic groups. In: Invent. Math. 172, no. 1, 2008, S. 29–70.
- mit A. Bartels: The Borel conjecture for hyperbolic and CAT(0)-groups. In: Ann. of Math. (2) 175, no. 2, 2012, S. 631–689.
- mit A. Bartels, F. Th. Farrell: The Farrell-Jones conjecture for cocompact lattices in virtually connected Lie groups. In: J. Amer. Math. Soc. 27, no. 2, 2014, S. 339–388.
- mit A. Bartels, H. Reich, H. Rüping: K- and L-theory of group rings over GLn(Z). In: Publ. Math. Inst. Hautes Études Sci. 119, 2014, S. 97–125.

- Transformation groups and algebraic K-theory (= Lecture Notes in Mathematics. Band 1408). Springer, 1989.
- L2-Invariants: Theory and Application to Geometry and K-Theory (= Ergebnisse der Mathematik und ihrer Grenzgebiete). Springer, 2002.
- mit M. Kreck: The Novikov Conjecture – Geometry and Algebra, Oberwolfach Seminars. Birkhäuser, 2004.
- Algebraische Topologie: Homologie und Mannigfaltigkeiten. Vieweg, 2005.
- L2-Invarianten von Mannigfaltigkeiten und Gruppen. In: Jahresbericht DMV. Band 99, Heft 3, 1997.
- L2 Invariants and their application to geometry, group theory and spectral theory, in „Mathematics Unlimited – 2001 and Beyond“. Springer, 2001.
- mit F. Th. Farrell, L. Göttsche (Hrsg.): Topology of High dimensional manifolds, ICTP Lecture Notes. 2002.